# George Nowlan
 (février 2017).
Si vous disposez d'ouvrages ou d'articles de référence ou si vous connaissez des sites web de qualité traitant du thème abordé ici, merci de compléter l'article en donnant les références utiles à sa vérifiabilité et en les liant à la section « Notes et références ».
George Nowlan, né le 14 septembre 1898 et mort le 12 janvier 1991, est un homme politique canadien qui fut le 21e Ministre des Finances de son pays du 9 août 1962 au 22 avril 1963.